# MX-80
MX-80 est un groupe américain de art rock, originaire de Bloomington, dans l'Indiana. Bien que difficilé à cerner, le style musical du groupe est catégorisé par la presse spécialisée de noise rock, post-punk, acid punk, et heavy metal.

## Histoire
Ils publient leur premier EP, Big Hits, en 1976. Beaucoup de morceaux étant très courts, il a la teneur d’un mini album, mais l’énergie d’un 45 tours. Le groupe signe chez Island Records et réalise un premier album au son de meilleure qualité que le premier EP, mais un peu moins spontané : Hard Attack (1977). Le groupe signe ensuite chez Ralph Records et sort l'album Out Of The Tunnel (1980). C’est l’album au son le plus incisif, d’une parfaite unité.
À partir de 1980, Dave Mahoney se retrouve seul batteur, puis laisse sa place à Marc Weinstein dans les années 1990.
Jim Hrabetin est second guitariste sur l'album Always Leave'em Wanting Less. L'année suivante, en 1981, sort Crowd Control. L'album reste dans le style des débuts mais prend une orientation plus calme et légère, lorgnant vers le free jazz. Le morceau Promise of Love, à l'ambiance feutrée, sera repris en 1992 par Codeine. Ultérieurement, le groupe perd son potentiel punk rock et se crée un type de musique à lui, sorte de rock jazzy soutenu par la guitare.
En 2005, le groupe enregistre et publie We’re an American Band (Family Vineyard). Forced Exposure le considère hilarant et déprimant à la fois : « … un chef-d'œuvre qui mêle Satan, Howard Hughes et autres théories de la transplantation cérébrale. » En 2006, leur batteur Mahoney meurt. MX-80 réside toujours dans la baie de San Francisco.

## Style musical et influences
Le son de MX-80 est basé sur la guitare électrique avec un son très brut, évoquant la métallurgie. Leurs rythmes vont du rock au jazz rock, avec des riffs et breaks complexes. La basse est lourde. La voix communique une sensibilité mi-amusante, mi-onirique. C'est un groupe difficile à classer. Le terme de « hard-jazz » pourrait être inauguré avec ce groupe.
On peut retrouver des influences de MX-80 chez des groupes tels que The Jesus Lizard, Sonic Youth ou Big Black,. En 2003, le trio américain Viza-noir sort un CD intitulé No record, où l'influence de MX-80 est remarquée.

## Membres
- Bruce Anderson - guitare
- Jeff Armour - batterie
- Dave Mahoney - batterie, chant
- Dale Sophiea - basse, chant
- Rich Stim - chant, saxophone

## Discographie
- 1976 : Big Hits (EP)
- 1977 : Hard Attack
- 1980 : O Type (single)
- 1980 : Out Of The Tunnel
- 1980 : Someday You'll Be King / White Night (single)
- 1991 : Crowd Control
- 1990 : Das Love Boat
- 1997 : Always Leave'em Wanting Less
- 1997 : I've Seen Enough
- 2002 : Live at the Library, Bloomington 1977, Indiana 1978
- 2005 : We're an American Band